# Sırrı Acar
Sırrı Acar (* 9. Januar 1943 in Gökçedere) ist ein ehemaliger türkischer Ringer. Er wurde 1967 und 1968 Europameister im griechisch-römischen Stil im Weltergewicht.

## Werdegang
Sırrı Acar wuchs in dem nicht weit von Istanbul entfernten Yalova auf und begann dort als Jugendlicher mit dem Ringen. Da er als sehr talentiert galt, wechselte er bald zu einem Istanbuler Ringerverein und schließlich zum Großverein Fenerbahçe SK Istanbul. Er rang im griechisch-römischen Stil. 
Seine internationale Ringerkarriere begann 1964 mit einem 3. Platz bei der Balkan-Meisterschaft in Constanța im Weltergewicht. 1965 wurde er bei der Weltmeisterschaft in Tampere im Weltergewicht eingesetzt, wo er mit Siegen über Ibrahim Awariki, Libanon, Jan Kårström, Schweden und Antal Rizmayer, Unqarn und unentschiedenen verlaufenen Kämpfen gegen Kiril Petkow, Bulgarien und Bolesław Dubicki aus Polen auf den 3. Platz kam und damit gleich eine Medaille gewann.
1966 fiel er verletzungsbedingt aus, konnte aber im Mai 1967 bei der Europameisterschaft in Minsk wieder im Weltergewicht antreten. Er siegte dort über Kurt Madsen, Dänemark, Diego Rossi, Italien, Rudolf Vesper, DDR und Franz Berger, Österreich, rang gegen Ion Țăranu, Rumänien unentschieden und siegte im Finale über Georgi Werschinin aus der Sowjetunion, womit er Europameister wurde. Bei der Weltmeisterschaft 1967 in Bukarest besiegte Sırrı Acar im Weltergewicht Anthony Shacklady aus Großbritannien, rang dann gegen Peter Nettekoven aus der Bundesrepublik Deutschland unentschieden, besiegte Eino Ikola aus Finnland und rang in den beiden folgenden Kämpfen gegen Rudolf Vesper aus der DDR und Bobe Dorosiew aus Bulgarien wieder unentschieden. Damit schied er aus und kam mit 7 Fehlpunkten auf den 4. Platz. Kurioserweise standen sich in der 5. Runde dieses Wettkampfes noch sechs Ringer gegenüber. Nach dem Ende dieser Runde waren fünf Ringer wegen des Erreichens von 6 Fehlpunkten ausgeschieden und nur Wiktor Igumenow aus der Sowjetunion blieb mit 4,5 Fehlpunkten im Wettbewerb. Er wurde damit Weltmeister. Rudolf Vesper belegte mit 6,5 Fehlpunkten den 2. Platz und Jan Kårström kam mit ebenfalls 6,5 Fehlpunkten auf den 3. Platz. Sırrı Acar und Bobe Dorosiew hatten jeweils 7 Fehlpunkte und gingen leer aus.
1968 wurde Sırrı Acar in Västerås in überlegenem Stil wieder Europameister im Weltergewicht. Er besiegte auf dem Weg zu diesem Erfolg Bobe Dorosiew, Constant Bens, Belgien, Dimitrios Savas, Griechenland, Peter Nettekoven, Harald Barlie, Norwegen und Milan Nenadić, Jugoslawien. Nach dieser überzeugenden Vorstellung fuhr er dann als Favorit zu den Olympischen Spielen des gleichen Jahres nach Mexiko-Stadt. Er konnte dort aber die Erwartungen nicht erfüllen. Nach einem Sieg über Harald Barlie und einem Unentschieden gegen Jan Kårström verlor er überraschend gegen Metodi Zarew aus Bulgarien, was sein Ausscheiden zur Folge hatte. Er kam damit nur auf den 11. Platz. Später wurde bekannt, dass Sırrı Acar in Mexiko-Stadt verletzungsbedingt nicht im Vollbesitz seiner Kräfte war.
Nach diesem Misserfolg setzte Sırrı Acar seine Ringerkarriere noch bis 1973 fort. Er konnte aber bei keiner internationalen Meisterschaft mehr eine Medaille erringen. Das beste Ergebnis, das er noch erzielte, war ein 4. Platz bei der Europameisterschaft 1969 in Modena. 
Für die Teilnahme an den Olympischen Spielen 1972 in München konnte er sich nicht mehr qualifizieren.
Nach Beendigung seiner aktiven Laufbahn war Sırrı Acar noch viele Jahre lang ein sehr erfolgreicher Trainer beim türkischen Ringer-Verband.

## Internationale Erfolge
| Jahr | Platz | Wettbewerb                        | Gewichtsklasse | Ergebnisse |
| 1964 | 3.    | Balkan-Meisterschaft in Constanța | Welter         | |
| 1965 | 2.    | Balkan-Meisterschaft in Yanbol    | Welter         | |
| 1965 | 3.    | WM in Tampere                     | Welter         | nach Siegen über Ibrahim Awariki, Libanon, Jan Kårström, Schweden und Antal Rizmayer, Ungarn, und Unentschieden gegen Kiril Petkow, Bulgarien und Bolesław Dubicki, Polen                                                                                |
| 1967 | 3.    | Mittelmeer-Spiele in Tunis        | Welter         | hinter Daniel Robin, Frankreich und Dimitrios Savas, Griechenland |
| 1967 | 1.    | EM in Minsk                       | Welter         | nach Siegen über Kurt Madsen, Dänemark, Diego Rossi, Italien, Rudolf Vesper, DDR und Franz Berger, Österreich, einem Unentschieden gegen Ion Tăranu, Rumänien und einem Sieg über Georgi Werschinin, UdSSR                                               |
| 1967 | 4.    | WM in Bukarest                    | Welter         | nach einem Sieg über Anthony Shacklady, Großbritannien, einem Unentschieden gegen Peter Nettekoven, Bundesrepublik Deutschland, einem Sieg über Eino Ikola, Finnland und Unentschieden gegen Rudolf Vesper und Bobe Dorosiew, Bulgarien                  |
| 1968 | 1.    | EM in Västerås                    | Welter         | nach Siegen über Bobe Dorosiew, Constant Bens, Belgien, Dimitrios Savas, Peter Nettekoven, Harald Barlie, Norwegen und Milan Nenadic, Jugoslawien |
| 1968 | 11.   | OS in Mexiko-Stadt                | Welter         | nach einem Sieg über Harald Barlie, einem Unentschieden gegen Jan Kårström und einer Niederlage gegen Metodi Zarew, Bulgarien |
| 1969 | 4.    | EM in Modena                      | Welter         | nach einem Unentschieden gegen Momir Kecman, Jugoslawien, einem Sieg über Diego Rossi, im Kampf gegen Werner Schröter, Bundesrepublik Deutschland wurden beide Ringen disqualifiziert (4:4 Fehlpunkte) und einer Niederlage gegen Jan Karlsson, Schweden |
| 1970 | 7.    | WM in Edmonton                    | Welter         | nach Siegen über Johnny Hansen, Dänemark und Momir Kecman, einem Unentschieden gegen Daniel Robin und einer Niederlage gegen Petros Galaktopoulos, Griechenland                                                                                          |
| 1971 | unpl. | WM in Sofia                       | Welter         | nach Siegen über Kalid, Libanon und Hashem Ghanbari, Iran und einer Niederlage gegen Stanisław Krzesiński, Polen; danach verletzungsbedingte Aufgabe |
| 1972 | 9.    | EM in Kattowitz                   | Mittel         | nach Siegen über Santiago Morales, Spanien und Jimmy Martinetti, Schweiz und Niederlagen gegen Kiril Dimitrow, Bulgarien und Miroslav Janota, Tschechoslowakei                                                                                           |
| 1973 | 10.   | EM in Helsinki                    | Mittel         | nach einer Niederlage gegen Miroslav Janota und Unentschieden gegen Volker Zwick, DDR und Dimitar Iwanow, Bulgarien |
| 1973 | 7.    | WM in Teheran                     | Mittel         | nach einem Sieg über Toyayi Sannohe, Japan, einer Doppel-Disqualifikation im Kampf gegen Dimitar Iwanow (4:4), einem Sieg über Morteza Alinaghyan, Iran und einer Niederlage gegen Milan Nenadic                                                         |

Erläuterungen
- alle Wettkämpfe im griechisch-römischen Stil
- OS = Olympische Spiele, WM = Weltmeisterschaft, EM = Europameisterschaft
- Weltergewicht bis 1968 bis 78 kg, ab 1969 bis 74 kg, Mittelgewicht ab 1969 bis 82 kg Körpergewicht